# فندق بوليسيا

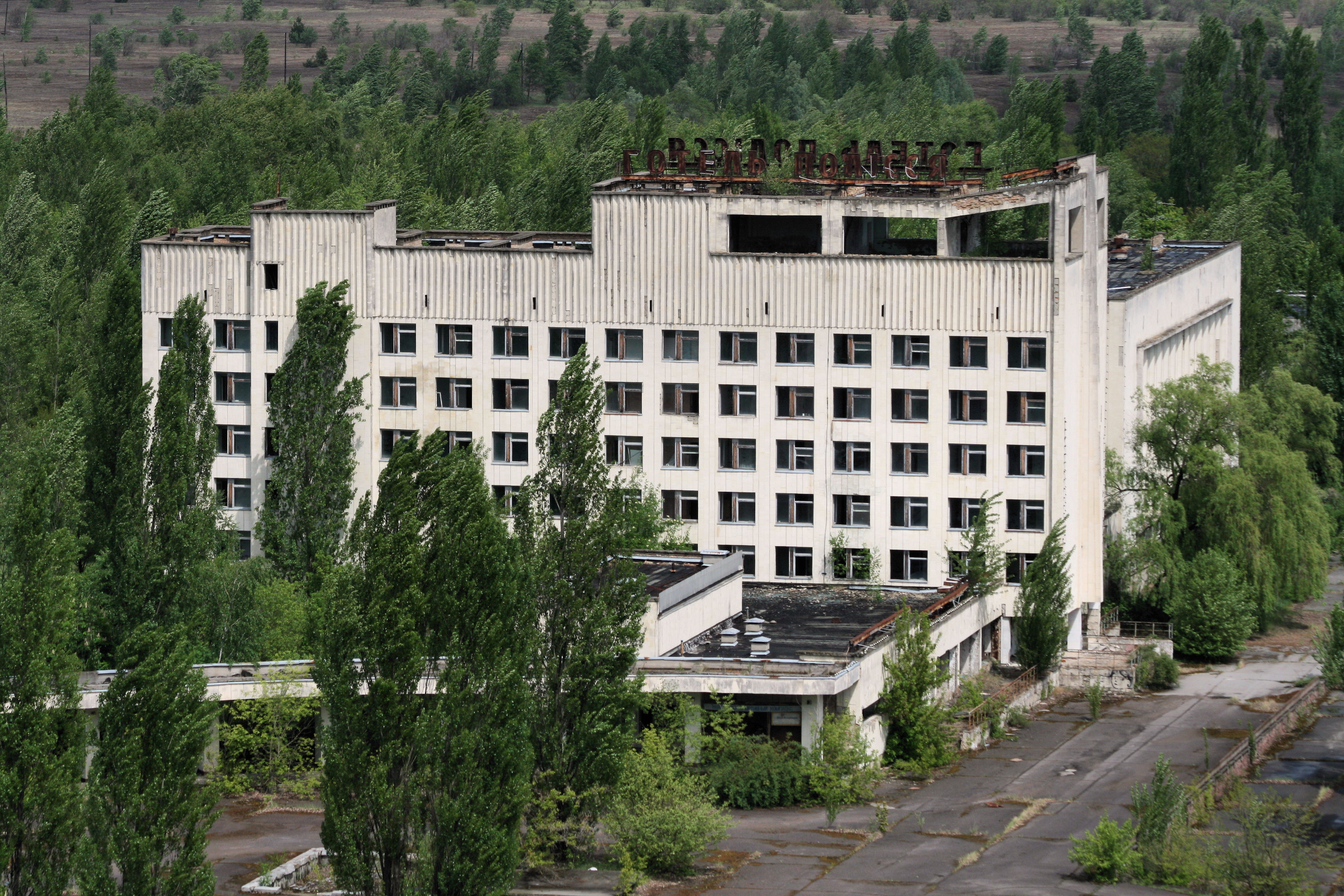
فندق بوليسيا في بريبيات، أوكرانيا.

فندق بوليسيا هو فندق مهجور يقع في مدينة بريبيات، أوكرانيا. كان الفندق واحد من أطول مباني المدينة. تم بنائه في منتصف السبعينات لأستقبال الوفود والضيوف الذين يزورون مفاعل تشيرنوبل.